# Jean-Pierre Granger
Pour les articles homonymes, voir Granger.
Jean-Pierre Granger est un peintre néo-classique français né à Paris le 11 mars 1779 et mort dans la même ville le 1er décembre 1840.
Peintre d'histoire et portraitiste, plusieurs fois médaillé par l'Académie des beaux-arts, il produit aussi des scènes religieuses.

## Biographie
Né en 1779 à Paris rue de Harlay, dans l'île de la Cité, où son père est vitrier, Jean-Pierre Granger se passionne très jeune pour la pêche. Il est incorporé en 1786 comme tambour-major dans le régiment « Royal-Bonbons », créé pour l'amusement du Dauphin. Deux années plus tard, son père fait la connaissance de l'artiste peintre Angélique Briceau. Elle apprend à l'enfant les rudiments de son art. Elle épouse le graveur Louis-Jean Allais, qui enseigne au jeune Jean-Pierre l'art de la gravure. Durant sept années, Jean-Pierre Granger travaille pour son maître. Puis il entre dans l'atelier de Jean-Baptiste Regnault, qu'il quitte quatre ans plus tard pour suivre l'enseignement de Jacques-Louis David.
En 1800, il est lauréat du premier prix de Rome de peinture d'histoire avec Antiochus renvoie son fils à Scipion (Paris, École nationale supérieure des beaux-arts). Son condisciple Ingres, qui ne reçoit que le second prix, reproche à David d'avoir influencé le jury pour favoriser Granger. David, dont Granger espère les félicitations, lui déclare : « Tu as fait un mauvais tableau, mais c'est égal, va toujours à Rome et étudie les maîtres, l'antique et la nature ».
En Italie, il dessine pour Lucien Bonaparte sa collection d'antiquités. Il entreprend de peindre à l’huile le portrait de Mme Lucien Bonaparte mais cette esquisse n'est pas jugée réussie et il interrompt son travail. Sur cette toile, il peint le portrait de Marie-Jeanne-Catherine Delaigle, une demoiselle de la suite du prince. Ce portrait lui plaît tellement qu’il épouse le modèle.
Mort à Paris le 1er décembre 1840, il est inhumé au cimetière du Père-Lachaise (4e division),.
Pianiste de renom, sa fille Palmyre épouse l'homme de lettres Paul Meurice. En 1843, Ingres dessine son portrait conservé à la maison de Victor Hugo.

## Salons

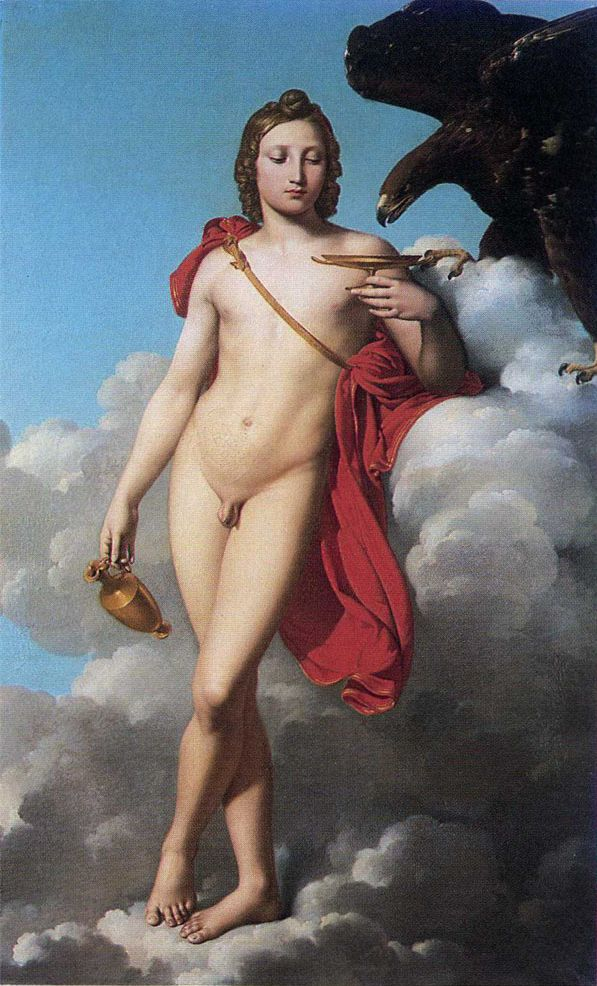
Ganymède (1812), musée des Beaux-Arts de Bordeaux.

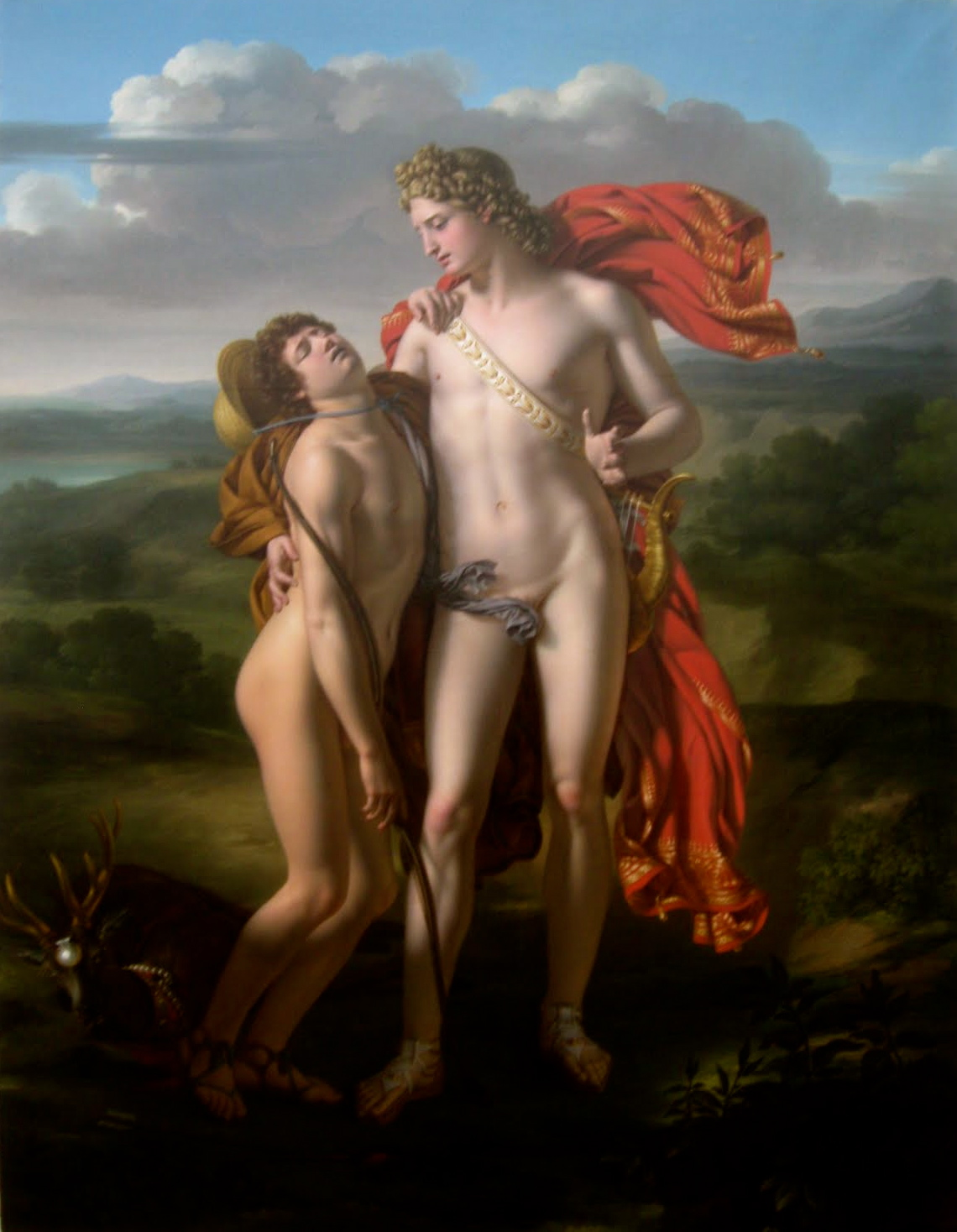
Apollon et Cyparisse (1816), musée des Beaux-Arts de Leipzig.

Le titre des œuvres provient du livret des salons. Les localisations proviennent du dictionnaire Bellier et Auvray.
- 1812 :
  - N° 434 : Figure de Ganinmède [sic][7], Bordeaux, musée des beaux-arts.
  - N° 435 : Plusieurs portraits, même numéro.
- 1814 : 
  - N° 465 : Plusieurs portraits, même numéro.
- 1817 :
  - N° 384 : Apollon et Cyparisse, (Ce tableau appartient à M. de Sommariva.), Leipzig, Museum der bildenden Künste.
  - N° 385 : Plusieurs portraits, même numéro.
- 1819 :
  - N° 525 : Homère et le berger Glaucus, (M.I.)[8].
  - N° 526 : Une Jeune nymphe au milieu d'Amours, Libourne, musée des beaux-arts.
  - N° 527 : Saint Charles Borromée.
  - N° 1634 : Portrait de femme.
- 1822 :
  - N° 608 : Titus reçoit les hommages des peuples de la Campanie (M.d.R.)[9], Amiens, musée de Picardie.
  - N° 609 : Portrait de Mme D..
  - N° 610 : Plusieurs portraits, même numéro.
- 1824 :
  - N° 803 :  S.A.R. Madame la duchesse  d'Angoulême, après avoir passé la revue d'une partie de l'armée vendéenne, accueille avec bonté un vieux soldat qui lui montre ses cicatrices. (P.)[10], château de Villeneuve-l'Étang.
  - N° 804 : Phèdre et Hippolyte.
  - N° 805 : Portrait de M. Aubry, peintre.
  - N° 806 : Plusieurs portraits, même numéro.
- 1827 :
  - N° 485 : Pélée  et Andromaque.
  - N° 486 : Mélantho nymphe des mers.
- 1834 :
  - N° 907 : Plusieurs portraits, même numéro.
- 1839 :
  - n° 927 : Jésus guérissant les malades. Paris, musée du Louvre.
- 1840 : 
  - N° 753 : Le Maréchal de Boucicault fait lever au sultan Bazajet le siège de Constantinople (1404) (M.d R.), Versailles, musée de l'Histoire de France.

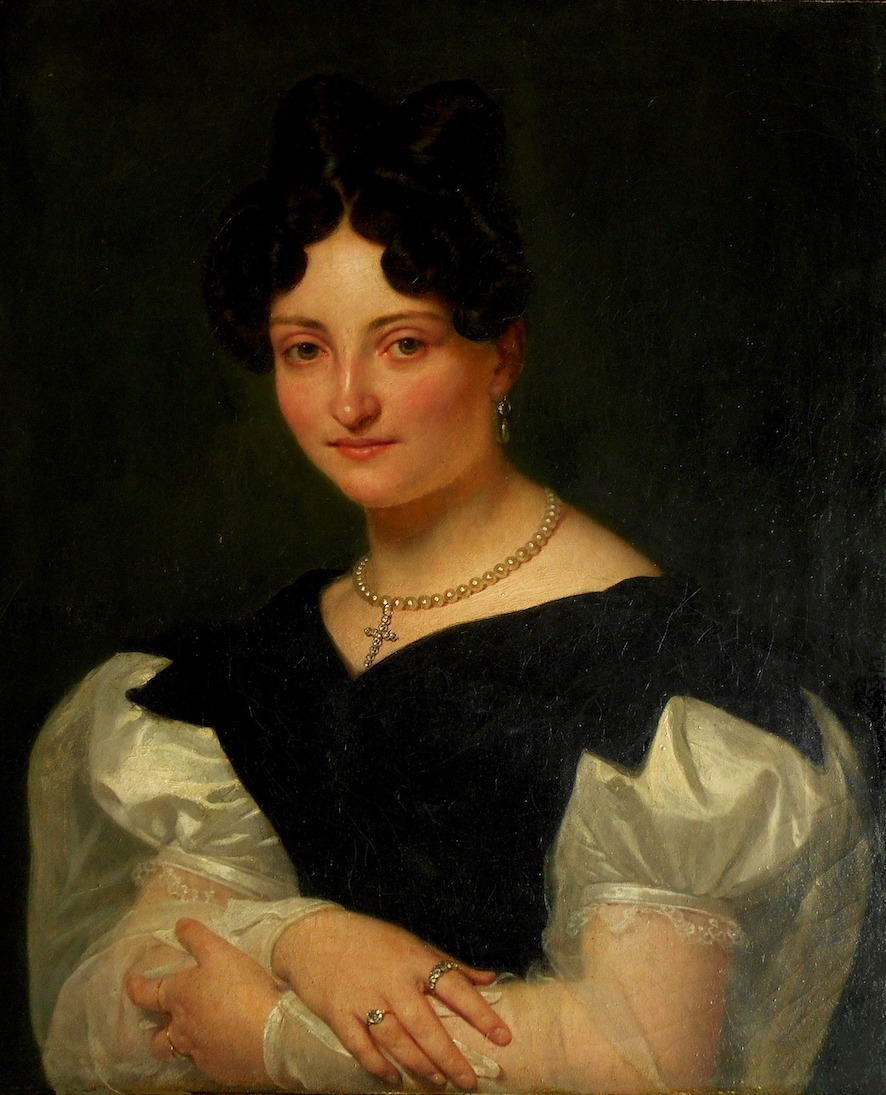
Portrait de Mélanie Mahler, née Froment-Meurice, 1830, huile sur toile, Coll. particulière.

## Œuvres dans les collections publiques et privées
- Amiens, musée de Picardie : Titus reçoit les hommages des peuples de la Campanie, 1822.
- Paris :
  - école nationale supérieure des beaux-arts : Antiochus renvoie son fils à Scipion, 1800.
  - église Notre-Dame-de-Lorette : Adoration des Mages.
  - église Notre-Dame-de-la-Croix de Ménilmontant, transept droit : Jésus guérissant les malades.
  - musée Carnavalet : Autoportrait.
- Versailles, Grand Trianon : La Clémence de Titus.

Œuvres de Jean-Pierre Granger
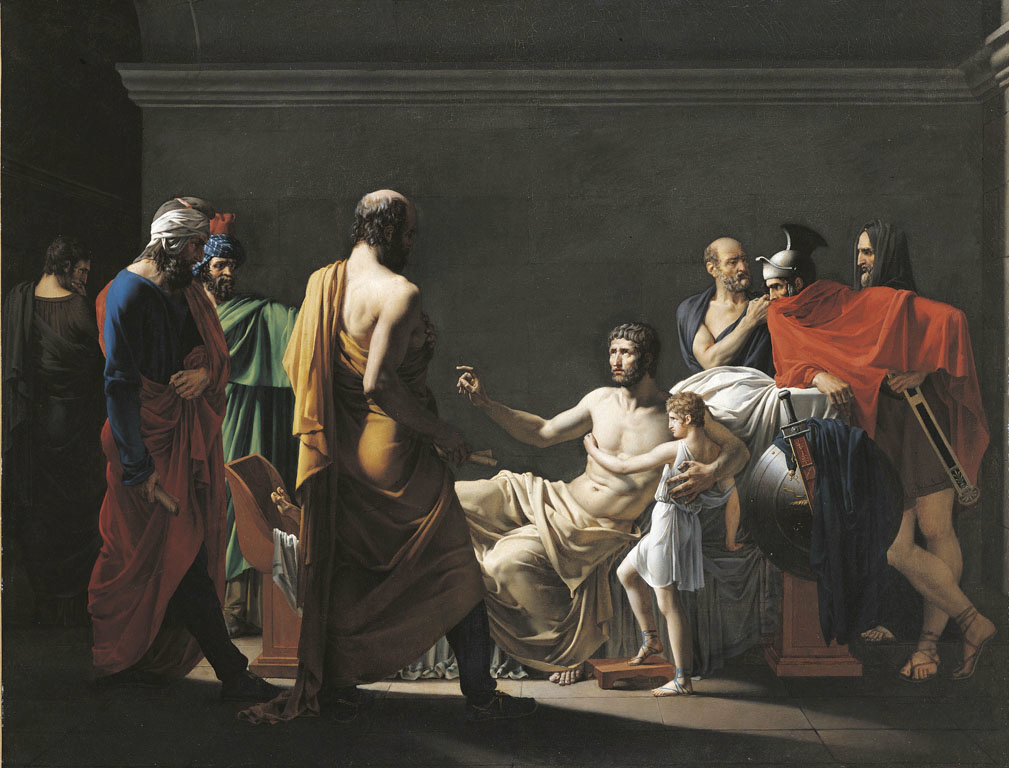
Antiochus renvoie son fils à Scipion (1800), Paris, École nationale supérieure des beaux-arts.
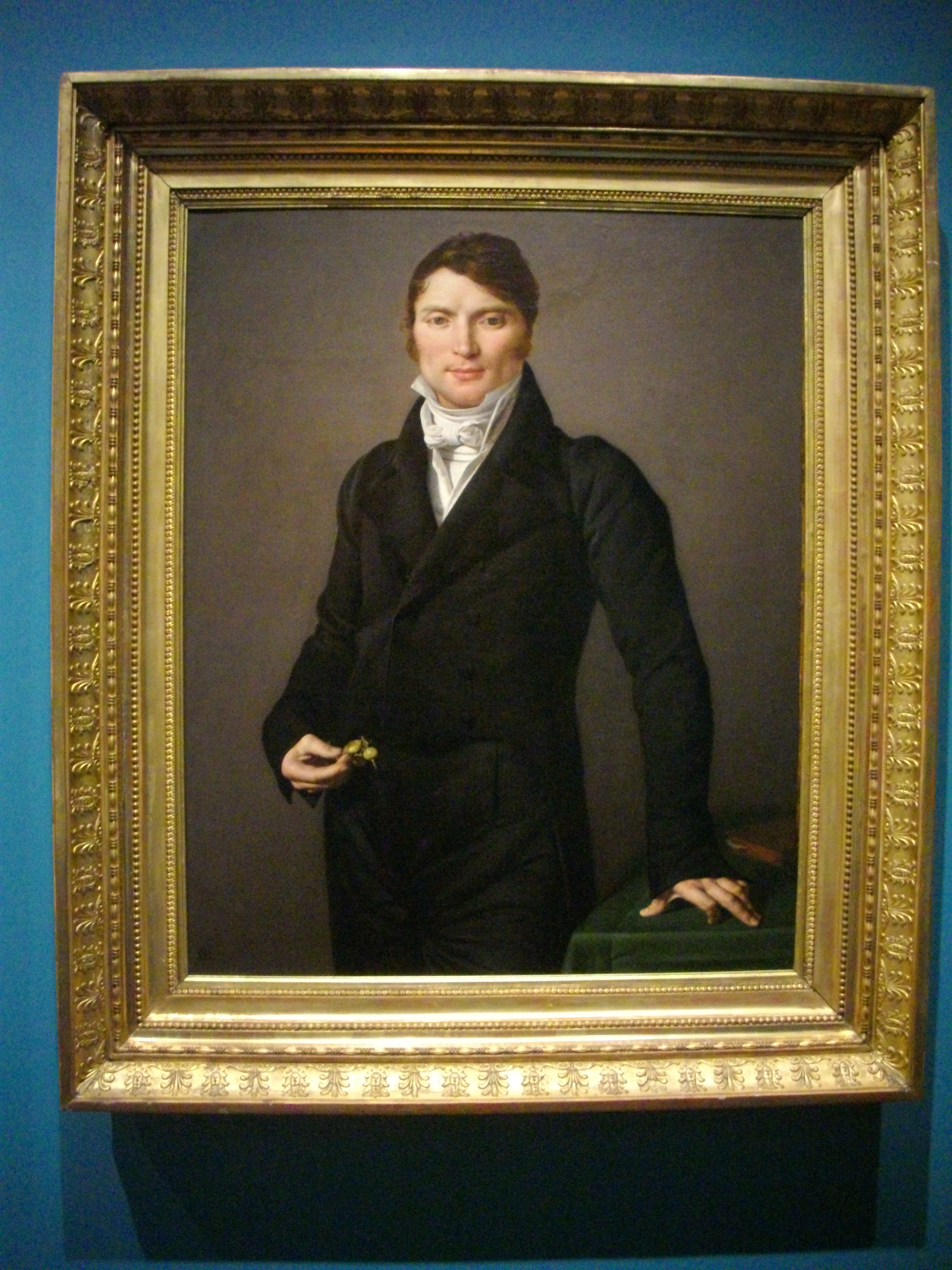
Portrait de Jean-Charles-Auguste Simon (1806), musée des Beaux-Arts d'Orléans.
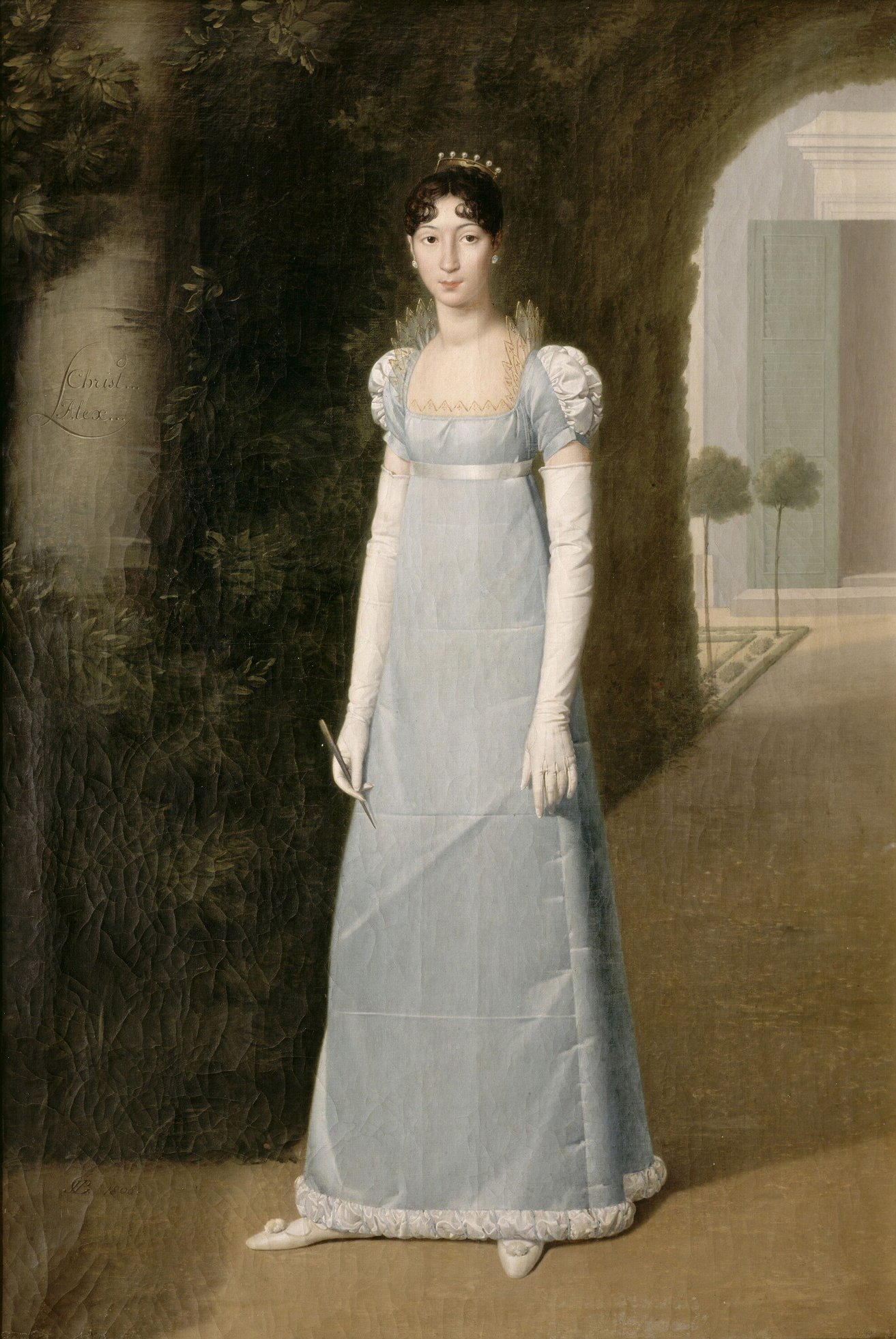
Charlotte Bonaparte Gabrielli (1808), château de Versailles.
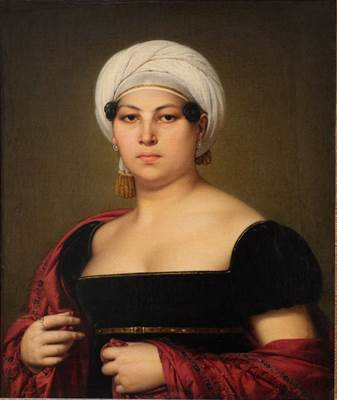
Portrait de Madame Granger, Paris, musée du Louvre.

## Élèves
- Denis François Hennon-Dubois (1791-?)
- Romulus Antoine Hennon-Dubois (1799-1849)

### Iconographie
- Jean-Auguste-Dominique Ingres, Portrait de Jean-Pierre Granger, 1810, dessin, Canberra, Galerie nationale d'Australie.
- Antoine-Jean Gros a pris Granger comme modèle[réf. nécessaire] pour peindre François 1er dans son tableau Charles Quint reçu par François Ier à l'abbaye de Saint-Denis en 1540, 1812, Paris, musée du Louvre.